# الأسطول الثاني (البحرية الإمبراطورية اليابانية)
كان الأسطول الثاني (第二 艦隊، داي-ني كانتاي) أسطولاً تابعاً للبحرية الإمبراطورية اليابانية تأسس كقوة ضاربة متنقلة رداً على الأعمال العدائية مع الإمبراطورية الروسية وشارك في كل عملية عسكرية للبحرية الإمبراطورية حتى نهاية الحرب العالمية الثانية.

### كتب
- D'Albas، Andrieu (1965). Death of a Navy: Japanese Naval Action in World War II. Devin-Adair Pub. ISBN:0-8159-5302-X.
- Dull، Paul S. (1978). A Battle History of the Imperial Japanese Navy, 1941-1945. Naval Institute Press. ISBN:0-87021-097-1.
- Lacroix، Eric؛ Linton Wells (1997). Japanese Cruisers of the Pacific War. Naval Institute Press. ISBN:0-87021-311-3.

## وصلات خارجية
- Nishida، Hiroshi. "Imperial Japanese Navy". مؤرشف من الأصل في 30 يناير 2013. اطلع عليه بتاريخ 25 أغسطس 2007.
- Wendel. "Axis History Database". مؤرشف من الأصل في 2020-09-17. اطلع عليه بتاريخ 2007-08-25.